# Synyster Gates
Brian Elwin Haner Jr. (n. 7 iulie 1981, Huntington Beach⁠(d), California, SUA), mai cunoscut sub numele de scenă Synyster Gates sau pur și simplu Syn, este un muzician american, cel mai bine cunoscut ca fiind chitaristul formației Avenged Sevenfold. El ocupă locul 87 în cei mai mari 100 de chitaristi ai Guitar World din toate timpurile. Gates a fost votat ca Cel mai bun chitarist de metal din lume prin Total Guitar în 2016 și încă o dată în 2017.

## Biografie
Synyster Gates este fiul muzicianului, autorului și comedianului Brian Haner Sr., care a lucrat cu formația lui Sam the Sham în anii 1970 și a efectuat o sesiune de lucru pentru Avenged Sevenfold. Gates a studiat la Institutul de Muzicieni din Los Angeles, California, ca parte a programului de Chitară al Institutului  de Muzică, studiind jazz-ul și chitara clasică. Gates este de origine engleză, irlandeză, germană și descendentă. Numele lui este originea engleză.

## Influențe
Pe lângă muzica metalică, Synyster Gates este un mare fan al jazz-ului, jazz-ul gypsy, clasic și avant-garde. El îi citează pe Dimebag Darrell, Steve Vai, John Petrucci, Slash, Marty Friedman, Zakk Wylde, Allan Holdsworth, Bungle, Frank Gambale și Oingo Boingo drept influențele sale artistice.

## Cariera

### Avenged Sevenfold
Gates a fost prezentat pe EP "Warmness the Soul", care conține melodii selectate din primul album, precum și noua sa versiune din "To End The Rapture". Numele lui pe albumul de debut al lui Avenged Sevenfold a fost "Synyster Gates".
Pe DVD-ul lui Avenged Sevenfold, "All Excess", Gates a susținut că numele său a fost creat când era beat într-o mașină prin parc cu The Rev.
Gates a fost votat ca Cel mai sexy bărbat în sondajul Kerrang Readers Poll 2008. În 2010, Guitar World l-au listat ca fiind unul dintre cei mai mari 30 de muzicieni din toate timpurile. 
Gates a fost ales ca unul dintre cei mai rapizi chitariști ai Guitar Hero. La Guitar World's 2010 Readers Poll, Gates a fost ales Snappiest Dresser și cel mai bun chitarist de metal. Rock One Magazine's 2010 Readers Poll l-au votat pe Gates ca fiind cel mai bun muzician din industrie. Pe 20 aprilie 2011, Gates a câștigat premiul Revolver Golden God pentru cel mai bun chitarist împreună cu colegul său de trupă, Zacky Vengeance. Avenged Sevenfold a câștigat numeroase premii și au oferit performanțe mari. 
În ediția specială a revistei Revolver care a fost lansată în aceeași zi cu albumul Nightmare, Gates a declarat că inițial a început să scrie piesa "So Far Away" în cinstea bunicului său. Cu toate acestea, melodia este acum în primul rând, despre fostul său coleg de trupă, cel mai bun prieten și bateristul anterior al lui A7X, The Rev, care a murit în data de 28 decembrie 2009.

### Pinkly Smooth
Gates și The Rev au cântat într-o formație de experimental metal numită "Pinkly Smooth". Formată în vara anului 2001, în Huntington Beach, California, formația a prezentat pe foștii membri din trupa Ballistico, pe Buck Silverspur la chitară bas și D-Rock la baterie. Trupa a lansat un album, "Unfortunate Snort" la Bucktan Records, care are un sunet transversal, mai ales din punk, ska și metal progresiv. Fostul basist de la Avenged Sevenfold, Justin Sane a cântat la claviatură și pian pe album. Au existat speculații că Pinkly Smooth urma să producă o altă înregistrare, dar datorită morții lui The Rev, este foarte puțin probabil ca ei să producă mai multe materiale. Cu toate acestea, Gates a spus că va lua în considerare înregistrările pieselor din "Unfortunate Snort" și re-lansarea albumului.

## Viața personală
Synyster Gates s-a căsătorit cu Michelle DiBenedetto pe 7 mai 2010. Cuplul are un singur fiu, Nicolangelo "Nicci" Saint James Haner, născut în data de 12 mai 2017.
Soția lui Gates este sora geamăna a lui Valary DiBenedetto, soția lui M. Shadows, făcându-i cumnați pe Shadows și Gates.

## Discografie
Cu Avenged Sevenfold
- Sounding the Seventh Trumpet (2001) (numai pe versiunea re-lansare a piesei "To End the Rapture")
- Waking the Fallen (2003)
- City of Evil (2005)
- Avenged Sevenfold (2007)
- Live in the LBC & Diamonds in the Rough (2008)
- Nightmare (2010)
- Hail to the King (2013)
- The Stage (2016)

Cu Pinkly Smooth
- Unfortunate Snort (2001)